# Sandra Lehtinen
Aleksandra (Sandra) Lehtinen, ogift Reinholdsson, född 1 juli 1873 i Parikkala, död 5 september 1954 i Helsingfors, var en av Finlands första socialdemokratiska lantdagsledamöter.
Fram till 1903 arbetade Lehtinen som hushållerska och sömmerska i Helsingfors och Uleåborg, sedan som talare, agitator och organisatör i socialdemokratiska arbetarepartiet. Hon var en av de kandidater som socialdemokratiska kvinnoförbundet kampanjade för inför Finlands första allmänna val. Kampanjen lyckades väl och hon satt som en av de första kvinnliga ledamöterna i enkammarlantdagen för Tavastlands läns norra valkrets 1907–1910. 
Hon gifte sig 1907 med journalisten och sedermera lantdagsledamoten Jussi Lehtinen (1883–1937), i ett vid tiden ovanligt och mycket uppmärksammat civilt äktenskap. Mellan 1913 och 1916 var hon ordförande i Finlands socialdemokratiska kvinnoförbund, och dess förbundssekreterare 1916–1918.  
Efter inbördeskriget flydde Lehtinen med sin familj till Sovjetryssland, där hon blev chef för ett barnhem i Buj, Kostroma oblast. 1921 återvände hon till Finland igen med parets dotter Inkeri Lehtinen (1908–1997). 
Nu arbetade Lehtinen för Finlands socialistiska arbetarparti (SSTP), och efter att partiet förbjudits 1923, som organisatör i livsmedelsarbetarnas fackförbund och talare i arbetarnas nykterhetsförbund.
Från 1929 till 1932 satt Lehtinen i fängelse som politisk fånge. Efter frigivning tillbringade hon åren 1933 till 1945 i Sovjetunionen, i bland annat Petrozavodsk och Moskva. Maken föll, som så många andra finska kommunister, offer för den stora utrensningen 1937. Efter kriget återvände hon till Finland och dog i Helsingfors 81 år gammal. 